# Ambrisentan
L'ambrisentan est un inhibiteur des récepteurs de l'endothéline utilisé comme médicament par voie orale dans le traitement de l'hypertension artérielle pulmonaire.

## Efficacité
Il améliore les symptômes et le test de marche de 6 minutes des patients porteur d'une hypertension artérielle pulmonaire, à court et à moyen terme.
Il n'existe cependant pas de preuve d'une amélioration de la mortalité.

## Effets secondaires
Il serait mieux toléré au niveau hépatique que le bosentan et le sitaxentan (en), permettant son utilisation à la place de ces derniers s'ils ont dû être arrêtés en raison de perturbation du bilan hépatique.